# Еремкино (Башкортостан)
Еремкино (баш. Йәрәмкә) — село в Шаранском районе Башкортостана, относится к Дюртюлинскому сельсовету.

## Географическое положение
Расстояние до:
- районного центра (Шаран): 17 км,
- центра сельсовета (Дюртюли): 3 км,
- ближайшей ж/д станции (Туймазы): 24 км.

## История
В «Списке населенных мест по сведениям 1870 года», изданном в 1877 году, населённый пункт упомянут как деревня Еремкина 3-го стана Белебеевского уезда Уфимской губернии. Располагалась при речке Укаязе, по правую сторону просёлочной дороги из Белебея в Мензелинск, в 83 верстах от уездного города Белебея и в 15 верстах от становой квартиры в селе Шаран (Архангельский Завод). В деревне, в 45 дворах жили 264 человека (132 мужчины и 132 женщины, татары, башкиры), была мечеть. Жители занимались плетением лаптей и тканьем кулей. 

## Население
| 2002 | 2009 | 2010 |
| ---- | ---- | ---- |
| 329  | ↘311 | ↘292 |

Национальный состав
Согласно переписи 2002 года, преобладающие национальности — башкиры (69 %), татары (28 %).

## Известные уроженцы
- Сабитов, Салих Гизатович (1912—1979) — наводчик минометной роты 175-го гвардейского стрелкового полка (58-я гвардейская дивизия, 5-я гвардейская армия, 1-й Украинский фронт), гвардии рядовой, полный кавалер ордена Славы.
- Хади, Закир Хадиевич (1863—1932) — писатель.